# 竇靜
窦静（6世纪—635年），字元休，唐朝大臣，扶风平陵（今陕西省咸阳市西北）人，窦善的曾孙，竇榮定之孙，窦抗次子，唐高祖太穆皇后窦氏族侄。
窦静在隋朝担任亲卫。唐朝武德初年，官至并州大总管府长史，上表请在太原屯田以省漕运，事行后，岁收粟十万斛。高祖任命他检校并州大总管。又请断石岭以为障塞。唐太宗即位，窦静入朝为司农卿，鄙视司农少卿赵元楷聚敛。出任夏州都督，封信都縣男。在夏州招抚突厥，善处边事。为出征诸将，通报突厥情况，又离间突厥部众，使郁射设所部九俟斤内附。后授宁朔大使，委以北方边务。破突厥有功，再迁民部尚书，在民部尚书任上去世。谥肃。儿子窦逵、竇遜（字克讓，兵部侍郎）、竇邃（蔡州刺史）。

## 延伸阅读
[在维基数据编辑]
 在维基文库阅读此作者作品
 《新唐書·卷095》，出自《新唐書》